# Pictures of You
«Pictures of You» (с англ. — «Фотографии с тобой») — песня группы The Cure, третий (в США четвёртый) и последний сингл из альбома Disintegration. Занимает 283-е место в списке 500 величайших песен всех времён по версии журнала Rolling Stone и 360-ю позицию в аналогичном рейтинге New Musical Express.

## История песни
Роберт Смит в интервью говорил, что идея песни родилась после того, как в его доме возник пожар. После него, разгребая останки, Смит нашёл бумажник, где обнаружил две старых фотографии со своей подругой и будущей женой Мэри. «Я больше не расстраивался по поводу пожара, и, как это ни банально, наступило какое-то облегчение. Я осознал, что держу в руках старые снимки разных вещей, которые были сняты даже до моего рождения, и это мне придало чувства, что жизнь продолжалась», — говорил Смит. Одна из этих фотографий была использована в качестве обложки сингла. Эта же фотография была (правда, в искажённом виде) на обложке сингла «Charlotte Sometimes».
Существует пять версий песни:
1. Альбомная версия — 7:23;
2. 7' версия — 4:48 (издана на сборнике Galore: The Singles 1987–1997, а также на европейской версии сборника Greatest Hits);
3. 12' версия — 8:07 (издана на втором диске переиздания альбома Mixed Up);
4. Американская 12' версия — 6:40;
5. Strange Mix — 6:45 (издан в альбоме Mixed Up под названием Extended Dub Mix, отличается изменёнными барабанными и басовыми партиями).

Клип на песню был снят постоянным режиссёром группы Тимом Поупом в заснеженной Шотландии. Роберт Смит считает этот клип одним из лучших в истории группы. Существует две версии данного видео: одна смонтирована под 7' версию, вторая — под 12' версию. Несмотря на сходства, в версиях есть отличия: например, сцена, в которой участники группы перекидываются снежками со съёмочной группой, в короткой версии показана полностью в конце, а в длинной — в середине, причём сцена укорочена и искажена.

## Список композиций
7" сингл (1)
1. «Pictures of You» (single edit)
2. «Last Dance» (live)

7" сингл (2)
1. «Pictures of You» (single edit)
2. «Prayers for Rain» (live)

12" сингл (1)
1. «Pictures of You» (extended version)
2. «Last Dance» (live)
3. «Fascination Street» (live)

12" сингл (2)
1. «Pictures of You» (strange mix)
2. «Prayers for Rain» (live)
3. «Disintegration» (live)

CD сингл
1. «Pictures of You» (single edit)
2. «Last Dance» (live)
3. «Fascination Street» (live)
4. «Prayers for Rain» (live)
5. «Disintegration» (live)

## Чарты
| Чарт (1990)                          | Пик позиции |
| ------------------------------------ | ----------- |
| Australia (ARIA Charts)              | 89          |
| Germany (GfK Entertainment)          | 18          |
| Ireland (Irish Singles Chart)        | 9           |
| UK Singles (Official Charts Company) | 24          |
| США (Billboard Hot 100)              | 71          |
| США (Billboard Alternative Songs)    | 19          |